# Véronique Margron
Véronique Margron, née le 13 décembre 1957 à Dakar (Sénégal), est prieure provinciale des Sœurs de la charité dominicaines de la Présentation depuis 2014, théologienne moraliste et présidente de la Conférence des religieux et religieuses de France depuis 2016. Elle est doyenne de la faculté de théologie de l'université catholique de l'Ouest à Angers de 2004 à 2010.

## Biographie
Véronique Margron naît à Dakar en 1957, puis rentre en France en 1961, un an après l'indépendance du Sénégal. La famille s'installe à Orléans, puis Véronique Margron fait ses études de psychologie à Tours, tout en travaillant comme institutrice remplaçante. Elle réussit le concours de la protection judiciaire de la jeunesse en 1981, et travaille en tant qu'éducatrice auprès de jeunes délinquants pendant six ans. Elle se convertit au catholicisme et rejoint l'ordre dominicain en 1989. 
Elle fait ses études de théologie à l'Institut catholique de Paris, où elle obtient sa licence, option théologie morale, (2e cycle) sous la direction de Xavier Thévenot (de) en 1990. Elle soutient le 8 septembre 2005 une thèse de doctorat sur travaux sur Le sentiment de solitude sous la direction de Bruno Cadoré. Elle est doyenne de la faculté de théologie catholique d'Angers de 2004 à 2010, première femme nommée doyenne d'une faculté de théologie catholique en France.
Elle écrit des chroniques dans le journal La Croix, dans le mensuel Panorama et dans l'hebdomadaire La Vie, ainsi qu'à l'antenne de la Radio chrétienne francophone. Elle est également conseillère à la rédaction de la revue Études.
Elle est élue présidente des congrégations religieuses de France (Corref) en 2016, et réélue pour quatre ans en 2021. Le Corref a contribué, avec la Conférence des évêques de France, à la mise en place de la Commission indépendante sur les abus sexuels dans l'Église (Ciase), qui a rendu le « rapport Sauvé ».

## Publications

### En tant qu'auteur
- L'échec traversé (avec Fred Poché), Desclée de Brouwer, 2003  (ISBN 2220053385)
- Le Rosaire de lumière (avec Mgr Claude Dagens), Cerf, 2003
- La douceur inespérée (la Bible raconte nos histoires d'amour), Bayard, 2004
- Voir le bonheur (chroniques publiées dans La Croix), Desclée de Brouwer, 2006
- Libre Traversée de l'Évangile (chroniques publiées dans La Vie), Bayard, 2007
- Vivre par tous les temps, (chroniques Intériorité publiées dans La Vie), CLD, 2008
- Fragiles existences: orienter sa vie, (avec Claude Plettner), Bayard, 2010
- Homme, femme, quelle différence ? La théorie du genre en débat, avec Eric Fassin, coll. Controverses, éditions Salvator, 2011  (ISBN 978-2-70670850-3).
- Solitudes, nuit et jour (avec Claude Plettner), Bayard, 2014  (ISBN 978-2-227-48729-1)
- Fidélité Infidélité Question vive, Éditions du Cerf, Paris, 2017  (ISBN 978-88-399-2839-9)
- Un moment de vérité (avec Jérôme Cordelier), Albin Michel, 2019  (ISBN 978-2-226-44157-7)

### En tant que préfacier
- Médecin catholique, pourquoi je pratique l'euthanasie (de Corinne Van Oost et Joséphine Bataille), Presses de la Renaissance, 2014  (ISBN 978-2750908645)
- Homosexuels catholiques - Sortir de l'impasse (de Claude Besson, postface de Jean-Luc Brunin), Editions de l'Atelier, 2018  (ISBN 2708245821)
- Le divorce, chemin de sainteté possible (avec Yves Le Corre), Salvator, 2019  (ISBN 2706718358)
- Libre, de la honte à la lumière (de Jean-Michel Dunand), Plon, 2022  (ISBN 2259311342)

## Distinctions
- Chevalier de la Légion d'honneur (2009)